# Колядин Михайло Сергійович
Михайло Сергійович Колядин (22 листопада 1948) — український дипломат. Надзвичайний і Повноважний Посланник.  Консул, Генеральний консул України  в Республіці  Білорусь  м.Брест (2001-2007).  Генеральний консул України в Російської Федерації  м.Тюмень, м.Єкатеринбург  (2008-2012). Генеральний консул України в Республіці Казахстан м. Алмати (з 2013-2014).

## Біографія
Народився 22 листопада 1948 року .
Працював головним консультантом Управління кадрової політики та взаємодії з центральними та регіональними органами влади Адміністрації Президента України, Консулом, Генеральним консулом України в Республіці Білорусь, Генеральним консулом України в Російської Федерації, Генеральним консулом України в Республіці Казахстан, начальником відділу міжпарламентських зв'язків апарату Верховної Ради України.
У 2001—2007 рр. — Консул, Генеральний консул України в Республіці Білорусь м. Брест.
У 2009—2012 рр. — Генеральний консул України в Російської Федерації м. Тюмень, м. Єкатеринбург.
З 2013—2014 рр. — Генеральний консул України в Республіці Казахстан м. Алмати.

## Дипломатичний ранг
- Надзвичайний і Повноважний Посланник 2 класу.